# Mask (dator)
Den här artikeln handlar om den datavetenskapliga termen mask, för skadeprogrammen se internetmask, för andra betydelser se mask.
En mask inom datavetenskapen är en uppsättning data som tillsammans med en beräkning (operation) används för att extrahera information som lagras på annan plats.
Den vanligaste masken, bitmasken, extraherar status för vissa bitar i en binär sträng eller ett binärt tal. Om man exempelvis tänker sig den binära strängen
100111010
och där eftersöker status för den femte biten (räknat från mest signifikanta bit), används bitmasken 000010000 tillsammans med operatorn för konjunktion (AND). Eftersom
1 AND 1 = 1 (annars blir det 0)
kan man fastställa status för den femte biten till 1, emedan
100111010 AND 000010000 = 000010000
På motsvarande sätt kan vi sätta status på den femte biten genom att använda masken på data med hjälp av operatorn för disjunktion (OR).
En vanligt förekommande form av bitmask är nätverksmasken som används för att tolka och sätta IP-adresser (nätverksadresser).